# Spoonful
«Spoonful» — пісня, створена американським блюзовим музикантом і автором пісень Віллі Діксоном, вперше записана в червні 1960 року Гауліном Вулфом і випущена синглом на лейблі Chess (1762). Один з найвідоміших і багаторазово перевиконаних блюзових стандартів.

## Опис
Попередні версії пісні мають довгу історію, завжди з метафоричним непристойно-сексуальним підтекстом. Вперше зафіксована 1925 року як «All I Want Is a Spoonful» у виконанні кантрі-блюзового банджиста «Папа» Чарлі Джексона, наступна варіація Чарлі Джордана мала назву «Just a Spoonful» (1930). Відома також версія «A Spoonful Blues» (Paramount 12869) Чарлі Паттона в якій, за припущенням, йдеться про кокаїнову залежність. Найвідоміша версія постійного автора Chess Records Віллі Діксона також розповідала про сексуальний потяг, залежність від кохання та ревнощі, але майже повністю відрізняється за структурою й виконана Вулфом у мінорній тональності.
Запис відбувся в червні 1960 року в Чикаго, штат Іллінойс за участю Гауліна Вулфа (вокал), Отіса Спенна (фортепіано), Фредді Робінсона та Г'юберта Самліна (гітари), Віллі Діксона (бас) і Фреда Білоу (ударні). На стороні «Б» відтворена «Howlin' For My Darling», що була записана у липні 1959 року з іншим складом акомпанементу. Реліз синглу відбувся 25 липня 1960 року. У січні 1962 року «Spoonful» увійшла до альбому Howlin' Wolf  (т. зв. «The Rockin' Chair album», Chess LP 1469).

## Інші версії
На хвилі захоплення американськими блюзовими музикантами, що виникла у 60-х роках серед британських рок-гуртів, Ерік Клептон записав пісню «Spoonful» з очолюваним Полом Джонсом гуртом «Powerhouse». У записі брав участь також басист Джек Брюс, разом з яким 1966 року Клептон, вже у складі тріо «Cream», записав «Spoonful» для дебютного альбому Fresh Cream (Reaction 593001) і включив 17-хвилинну живу версію у альбом 1968 року Wheels of Fire (Polydor 583 031).
Кавер, виконаний дуетом Етта Джеймс і Гарві Фукуа 1961 року, став хітом попмузикальних і ритм-енд-блюзових чартів. «Spoonful» була також записана Джиммі Візерспуном і Коко Тейлор.
Гаулін Вулф перезаписав пісню «Spoonful» 1968 року як частину The Super Super Blues Band — дружньої сесії з Мадді Вотерсом і Бо Діддлі.
1970 року Віллі Діксон записав власну версію, схожу з релізом Вулфа 1960 року, але з розширеними гітарними та фортепіанними соло на платівці I Am the Blues (Columbia CS9987), що згодом дала назву його автобіографії, а роком пізніше британський «Climax Blues Band» створив власну версію «Spoonful» для свого альбому Tightly Knit.
Кавери «Spoonful» виконали Джордж Торогуд і The Destroyers на платівці 2011 року 2120 South Michigan Avenue і Джо Бонамасса у концертному альбомі Muddy Wolf at Red Rocks (2015).

## Визнання
Пісня «Spoonful» увійшла до списку «500 пісень, що сформували рок-н-рол».
2010 року «Spoonful» (Chess 1762) внесено до Зали слави блюзу як «Класичний блюзовий запис — сингл або альбомний трек».